# Park Joo-ho
Park Joo-ho (Seúl, Corea del Sur, 16 de enero de 1987) es un exfutbolista surcoreano que juega como defensor.

## Clubes
| Club               | País          | Año       |
| ------------------ | ------------- | --------- |
| Mito HollyHock     | Japón         | 2008      |
| Kashima Antlers    | Japón         | 2009      |
| Júbilo Iwata       | Japón         | 2010-2011 |
| F. C. Basilea      | Suiza         | 2011-2013 |
| 1. FSV Maguncia 05 | Alemania      | 2013-2015 |
| Borussia Dortmund  | Alemania      | 2015-2017 |
| Ulsan Hyundai      | Corea del Sur | 2018-2021 |
| Suwon F. C.        | Corea del Sur | 2021-2023 |

## Palmarés

### Títulos nacionales
| Título             | Club              | País     | Año  |
| ------------------ | ----------------- | -------- | ---- |
| J1 League          | Kashima Antlers   | Japón    | 2009 |
| Copa J. League     | Júbilo Iwata      | Japón    | 2010 |
| Superliga de Suiza | F. C. Basilea     | Suiza    | 2012 |
| Copa de Suiza      | F. C. Basilea     | Suiza    | 2012 |
| Superliga de Suiza | F. C. Basilea     | Suiza    | 2013 |
| Copa de Alemania   | Borussia Dortmund | Alemania | 2017 |

### Títulos internacionales
| Título                                | Club (*)             | País          | Año  |
| ------------------------------------- | -------------------- | ------------- | ---- |
| Juegos Asiáticos                      | Corea del Sur sub-23 | Corea del Sur | 2014 |
| Campeonato de Fútbol del Este de Asia | Corea del Sur        | Corea del Sur | 2019 |
| Liga de Campeones de la AFC           | Ulsan Hyundai        | Catar         | 2020 |

(*) Incluyendo la selección.

## Premios y nominaciones
| Año  | Premio                   | Categoría               | Nominación | Resultado |
| ---- | ------------------------ | ----------------------- | ---------- | --------- |
| 2021 | KBS Entertainment Awards | Entertainer of the Year |            | Ganador   |